# Шенье, Луи де
Луи де Шенье (фр. Louis de Chénier; 8 июня 1722, Лиму, Лангедок-Руссильон — 15 мая 1796, Париж) — французский дипломат и писатель

.

## Биография
Родился в семье, связанной с драгоманами, служившими в Османской империи.
Отказавшись от своих прав на наследство в пользу своей сестры, отправился в Константинополь, где служил во французском коммерческом предприятии (торговом доме) в Леванте. После двадцати лет работы в качестве торговца тканями, был назначен на должность, эквивалентную должности французского консула в Константинополе.
Там женился на умной и даровитой гречанке. Его женой была Елизавета, родом из греческой семьи Санти-Ломака с острова Кипра, чья сестра была бабушкой Адольфа Тьера.
В семье у него родились пять сыновей, в том числе знаменитые военачальник Луи-Совёра, поэт и политик Андре, драматург революционной эпохи Мари-Жозефа Шенье.
Вернувшись на родину, сопровождал графа Браньона в Африку, которого король Людовик XVI послал заключить договор с императором Марокко. Чтобы вознаградить Луи Шенье, король Франции назначил его генеральным консулом и «поверенным в делах с этой варварской страной».
Занимая затем в течение 15-ти лет должность французского консула в Марокко, Луи де Шенье напечатал «Recherches historiques sur les Maures» (1787) и «Histoire de l’empire du Maroc» (1787); ему же принадлежат «Révolutions de l’empire ottomann» (1787) и «Idées pour un cahier du tiers état de la ville de Paris».
Казнь на гильотине сына Андре во время революционного террора быстро свела его в могилу.
Его жена Елизавета, оставалась в Париже, пока муж находился в Марокко, занималась воспитанием своих детей. Вращаясь в кругу литераторов и артистов, она снабдила писателя, секретаря королевской академии наук и искусств Марселя M. Guys этнографическими материалами для его книги «Voyage littéraire de la Grèce» (1771).

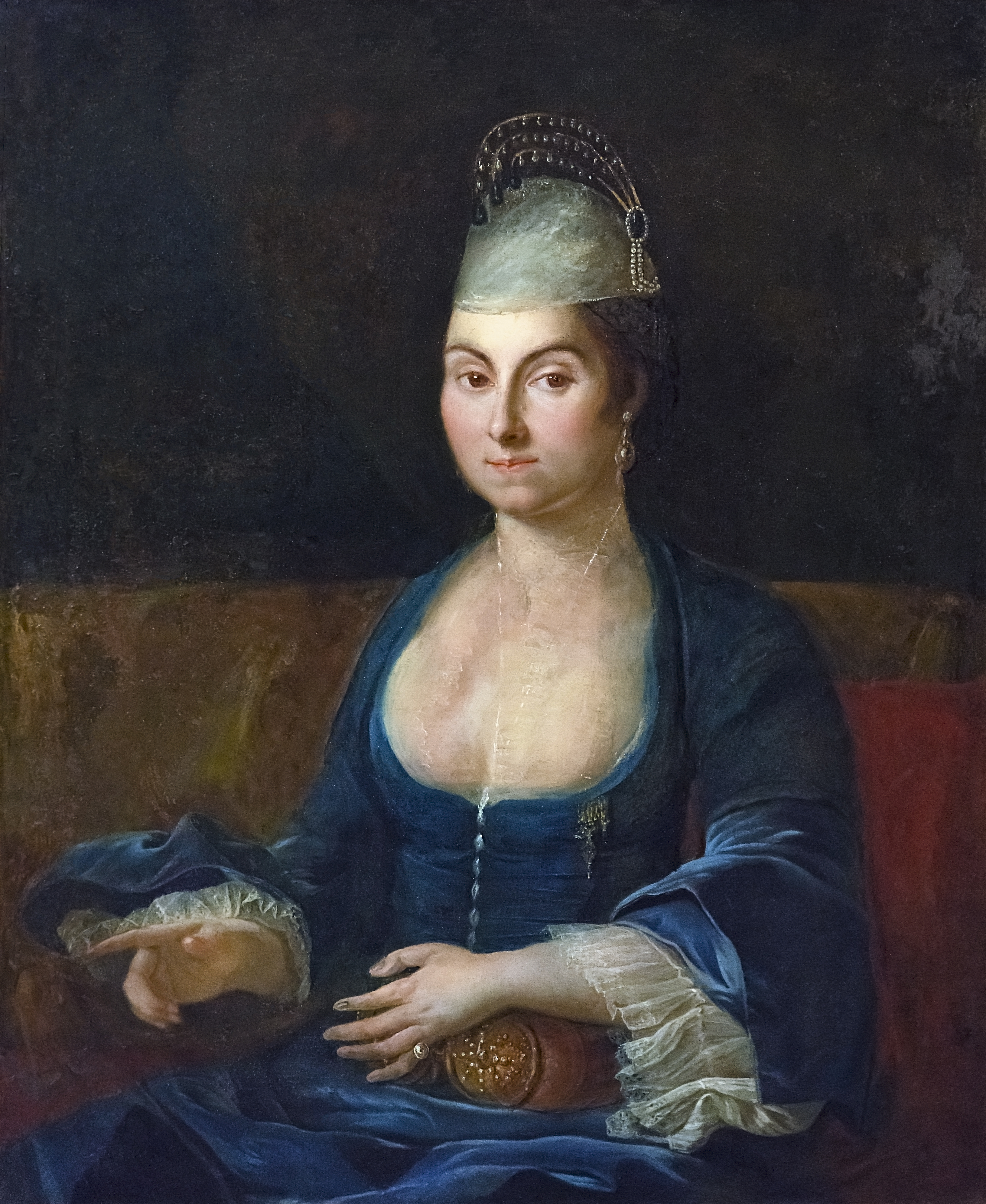
Портрет жены Елизаветы Санти-Ломака-Шенье
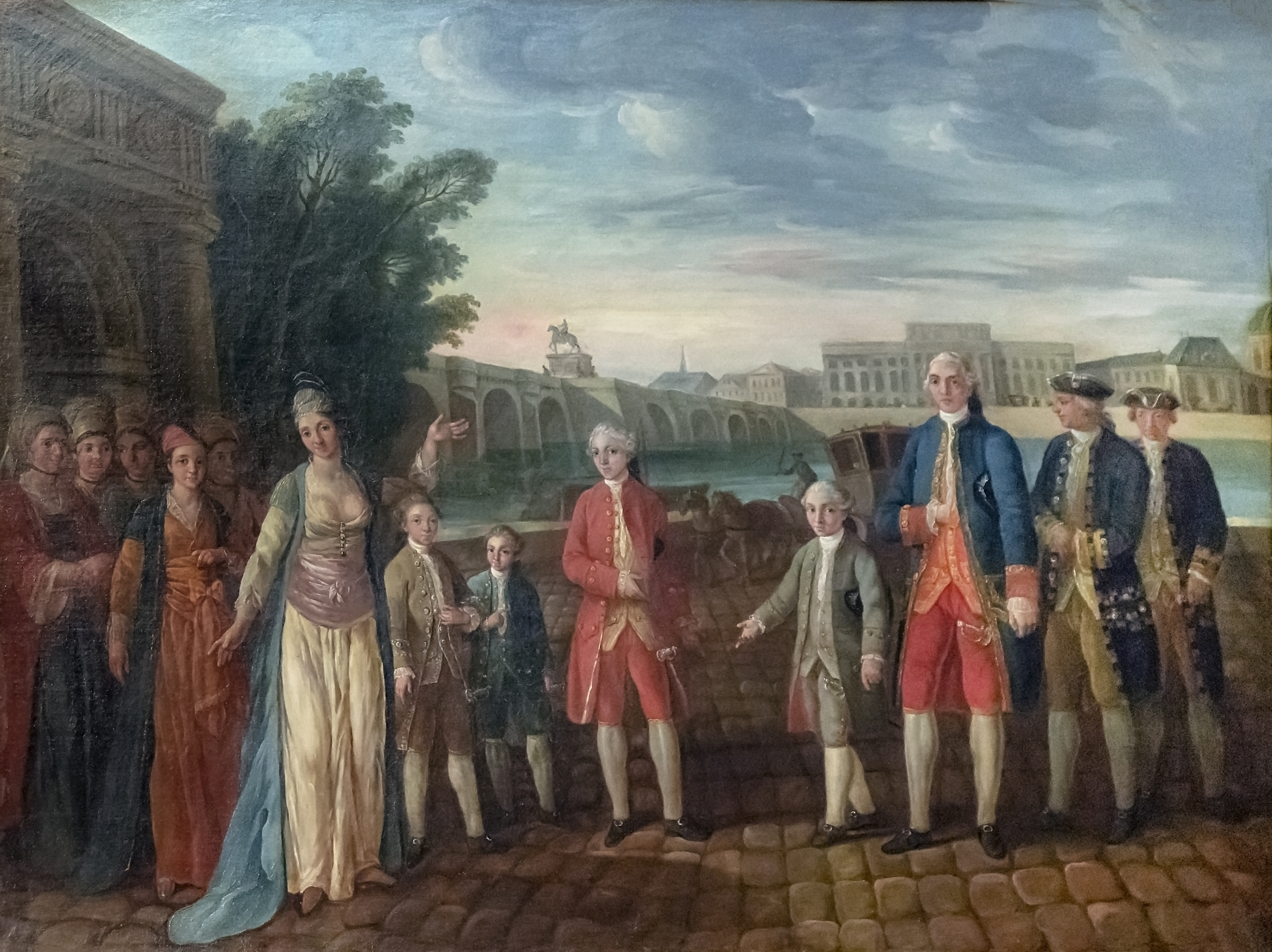
Групповой портрет семьи Шенье. 1783, Париж
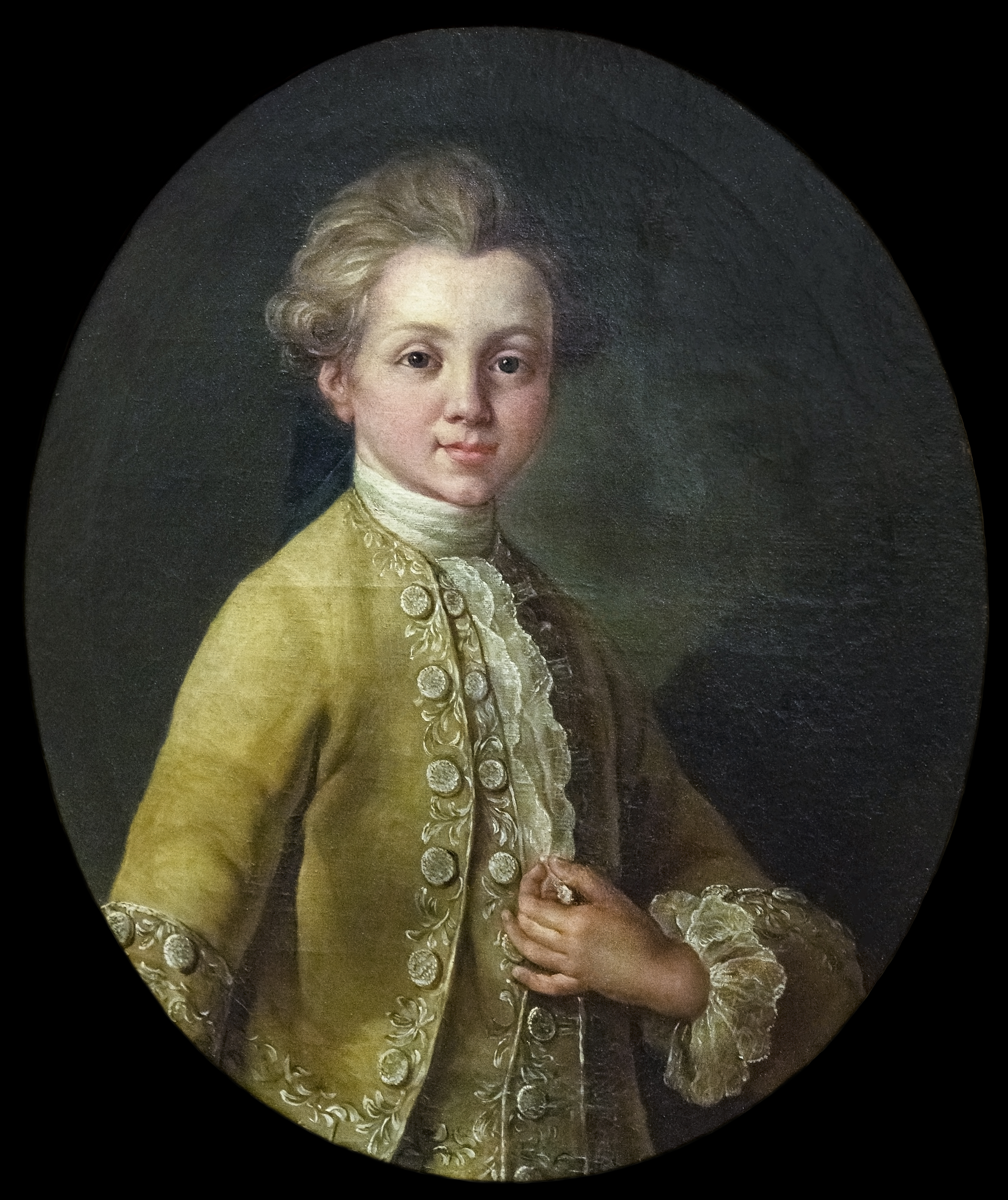
Андре в 1763
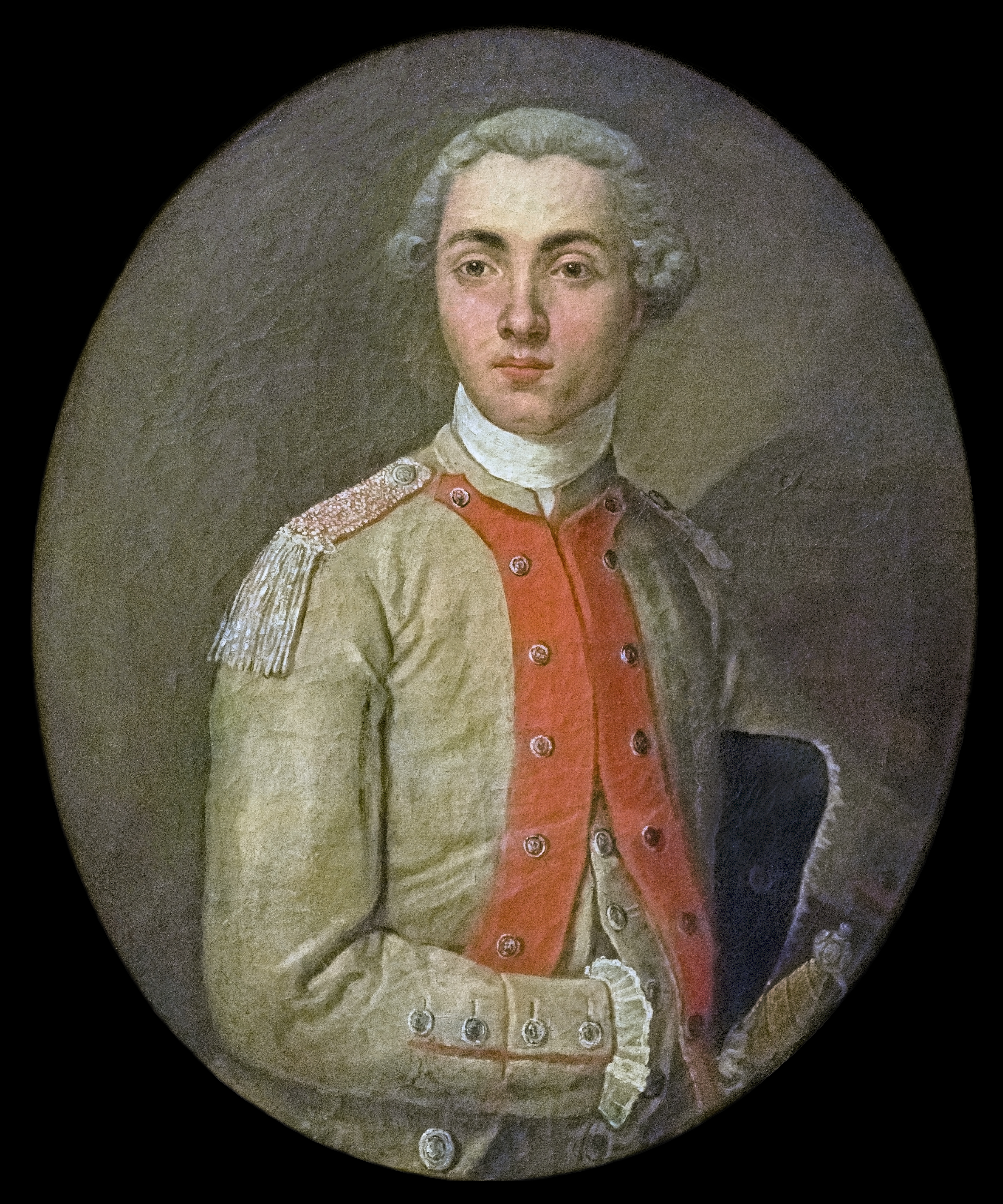
Луи-Совёр в 1773